# Трнков
Трнков (слч. Trnkov) насељено је мјесто са административним статусом сеоске општине (слч. obec) у округу Прешов, у Прешовском крају, Словачка Република.

## Становништво
| Година:    | 1994. | 2004.    | 2014.    | 2024.    |
| ---------- | ----- | -------- | -------- | -------- |
| Број људи: | 181   | 207      | 228      | 333      |
| Разлика:   |       | +14,36 % | +10,14 % | +46,05 % |

| Година:    | 2023. | 2024.   |
| ---------- | ----- | ------- |
| Број људи: | 308   | 333     |
| Разлика:   |       | +8,11 % |

Према подацима о броју становника из 2024. године насеље је имало 333 становника.